# 15106 Свонсон
15106 Свонсон (15106 Swanson) — астероїд головного поясу, відкритий 2 лютого 2000 року.
Тіссеранів параметр щодо Юпітера — 3,375.